# Eger (Elbe)
Die Eger (tschechisch Ohře Ausspracheⓘ) ist ein linker Nebenfluss der Elbe in Deutschland und Tschechien. Sie entspringt bei Bad Weißenstadt im Fichtelgebirge und mündet bei Litoměřice (deutsch Leitmeritz) in die Elbe. Der Fluss ist Namensgeber der Region Egerland.

## Name
Der deutsche Gewässername hat indogermanische Wurzeln: Die erschlossene germanische Vorform *Agriā hat in etwa die Bedeutung ‚der stark strömende, wilde Fluss‘.
Mit Einwanderung der Slawen in das von Germanen besiedelte Gebiet wurde von diesen auch der Gewässername übernommen. Er ist dem Westslawischen entlehnt und wandelte sich durch Lautverschiebung in ein in Alttschechisch gesprochenes Ohře. Dieser Name hatte eine eigene tschechische Sprachentwicklung und ist in der heutigen Lautgestalt seit dem 13. Jahrhundert konstant geblieben. Seine Wurzeln reichen, ebenso wie die deutsche Bezeichnung, in die indogermanische Zeit zurück.

## Egerquelle
Die Quellfassung der Egerquelle (nicht zu verwechseln mit dem Egerursprung in Baden-Württemberg) befindet sich am Nord-West-Hang des Schneeberges, 150 m westlich der Kreisstraße WUN 1 Bad Weißenstadt-Bischofsgrün; Parkplatz Egerquelle. Man erreicht die Quelle auch auf dem FGV-Hauptwanderweg Quellenweg. Lange Zeit genügte ein einfacher Stein mit der Inschrift „Egerquelle 1850“. Die heutige Quellfassung von 1923 (eingeweiht 1924) geht auf die Initiative der böhmischen Stadt Eger zurück. Unmittelbar südlich der Quellfassung ruht ein rechteckiger Granitblock auf zwei Steinwürfeln mit der Inschrift:
Inschrift der Quellfassung der Eger

Als der Knabe kam zur Eger:

„Eger, sprich, wo eilst du hin?“

„Zu der Elbe“, rauscht es reger,

„Zu der Elbe muß ich zieh’n!“

Als der Knabe kam zur Elbe,

war die Antwort inhaltsschwer;

Donnernd braust zurück dieselbe:

„Und ich muß ins deutsche Meer!“

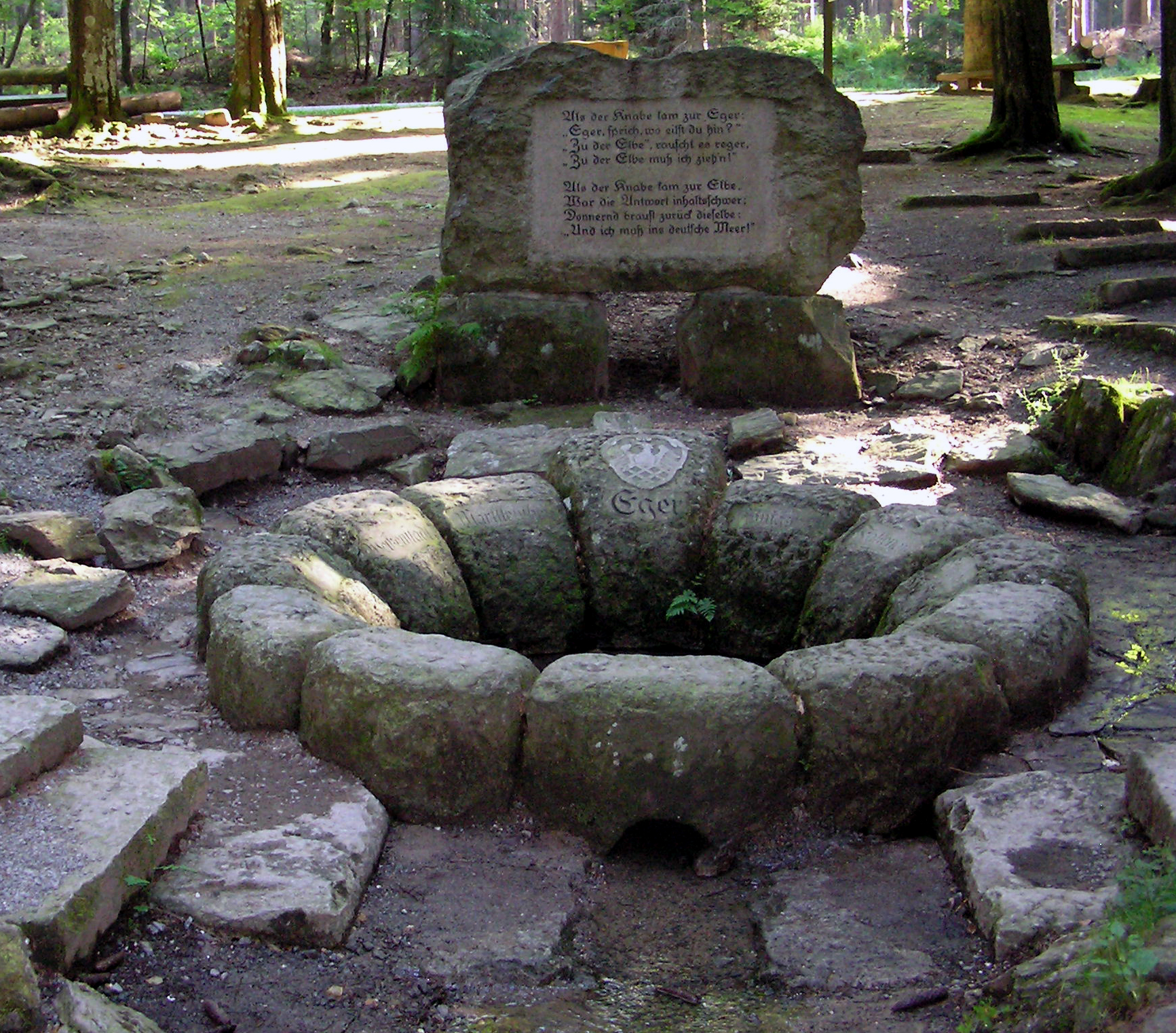
Egerquelle

Der leicht abgeänderte Text stammt aus dem Lied Podersamer Heimatklänge. Ein Gedenkstein der sudetendeutschen Heimatvertriebenen aus dem Jahre 1955 steht nur wenige Meter seitlich von der Quellfassung. Der Quellbereich mit seiner Laubholzumgebung ist geschütztes Naturdenkmal. Südlich der Weißenhaider Mühle liegt am Nordhang des Schneeberges das Quellgebiet der Alten Eger. Dort soll der eigentliche Egerlauf, jetzt Zinnbach genannt, seinen Ursprung haben. Aus Bequemlichkeit wurde die leichter zu erreichende jetzige Quelle gefasst.

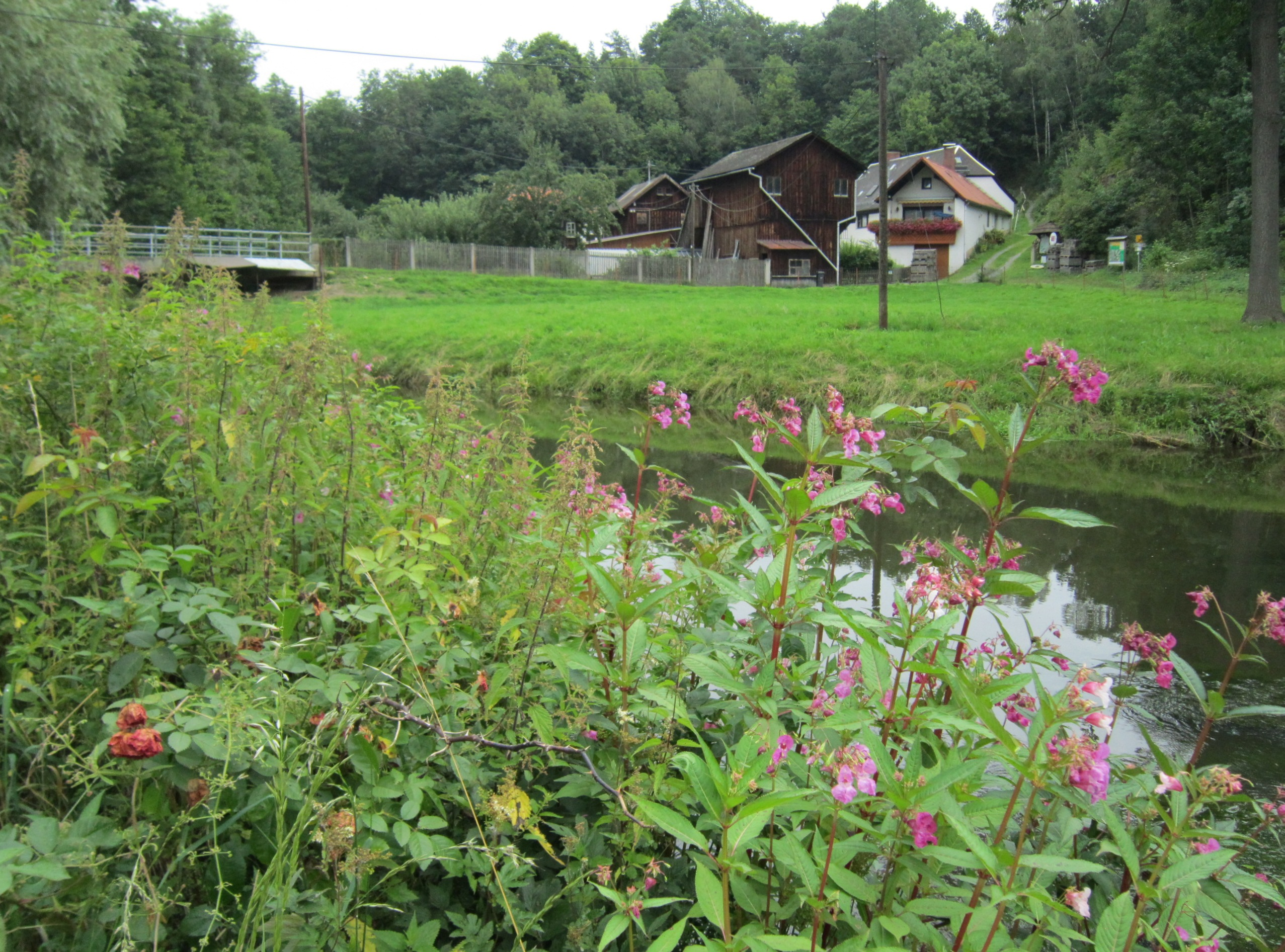
Unmittelbarer Verlauf der deutsch-tschechischen Grenze an der Eger bei der Hammermühle (Hohenberg an der Eger)

## Geografie

### Verlauf
Wichtigster Quellbach der „Alten Eger“ ist der Zinnbach. Er entspringt am Nordhang des Schneeberges im Fichtelgebirge. Wegen ihrer besseren Erreichbarkeit wurde 1850 eine andere Quelle mit einem Gedenkstein markiert. Diese gilt seither als offizielle Egerquelle. Der Fluss nimmt seinen Lauf nach Osten, erreicht nach 60 km bei Hohenberg an der Eger die tschechische Grenze und ist auf einem kurzen Abschnitt Grenzfluss, bevor er endgültig nach Tschechien hineinfließt.
Die größte Stadt am Oberlauf der Eger ist Cheb (deutsch: Eger), unterhalb der Talsperre Skalka an der bayerischen Grenze. Die nächsten hundert Kilometer fließt die Eger südlich des Erzgebirges durch das Egerbecken nach Nordosten; 40 km nordöstlich von Eger passiert sie Karlsbad, das im Falkenauer Becken liegt. Der Kurort ist auch die größte Stadt an der Eger. Bis Kadaň (deutsch: Kaaden) fließt der Fluss durch das Egergraben genannte Engtal, welches das Erzgebirge (tschechisch: Krušné hory) vom Duppauer Gebirge (tschechisch: Doupovské hory) trennt. Der Fluss wird danach in den Talsperren Kadaň und Nechranice gestaut.
Er durchquert das Nordböhmische Becken und mündet südlich des Böhmischen Mittelgebirges (tschechisch: České středohoří) in die Elbe. Bekannte Städte an diesem Abschnitt sind Žatec (deutsch: Saaz), Louny (deutsch: Laun), Libochovice und Terezín (deutsch: Theresienstadt).

### Einzugsgebiet

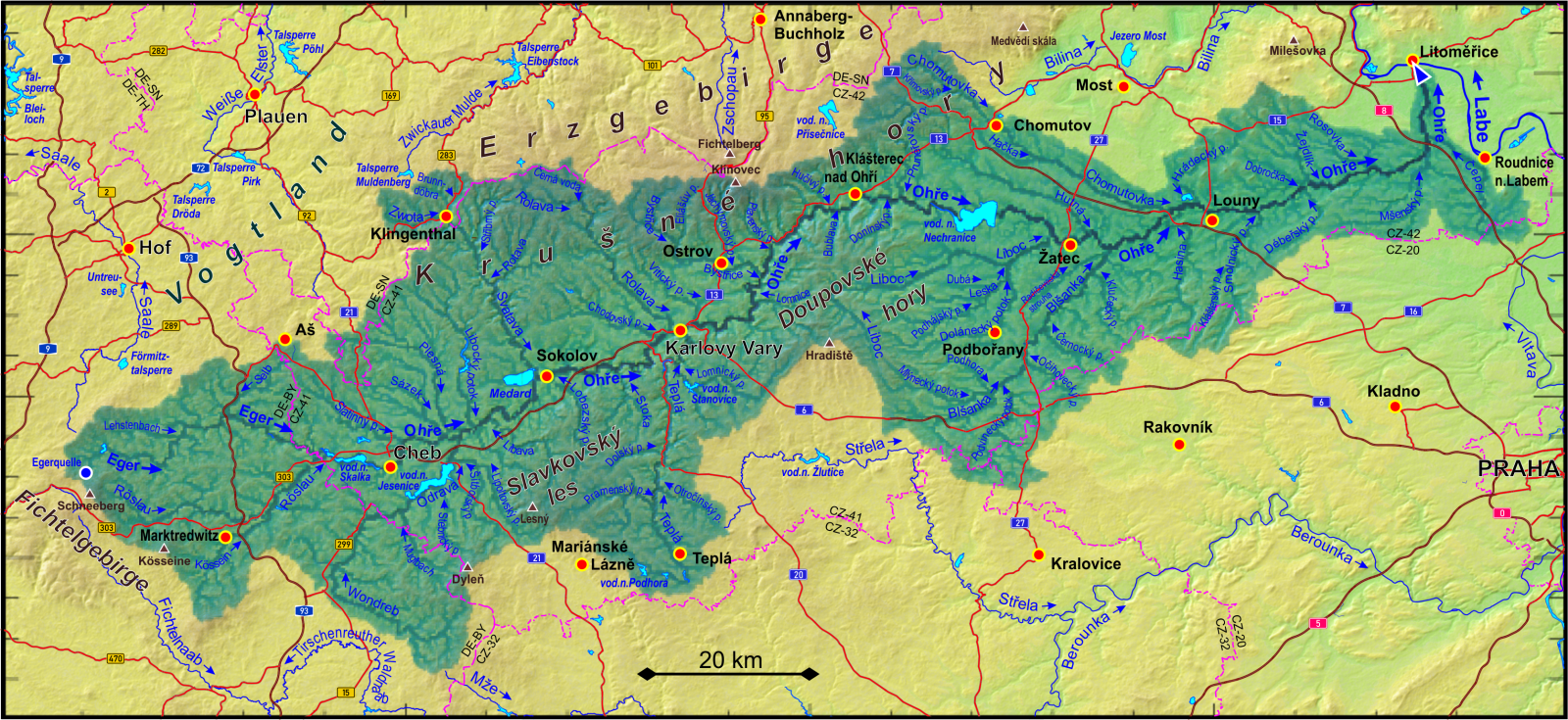
Einzugsgebiet der Eger/Ohře

Die Eger entwässert ein 5614 km² großes Gebiet, das das nördliche Fichtelgebirge, Teile der Naab-Wondreb-Senke, den Egergraben, nahezu die gesamte Südflanke des Erzgebirges, das Duppauer Gebirge und
den Kaiserwald umfasst. 16,4 % der Fläche des Einzugsgebiets liegen in Bayern (Oberlauf der Eger mit Röslau und Wondreb), 1,1 % in Sachsen (Zwota, Oberlauf der Svatava), der Rest (82,5 %) in der Tschechischen Republik. Das Einzugsgebiet der Eger umfasst ca. 3,8 % des Gesamt-Einzugsgebiets der Elbe. Lediglich im Südwesten grenzt das Einzugsgebiet der Eger an Gebiete, die nicht zum Flusssystem der Elbe gehören, nämlich an das des Rheins (Weißer Main) und der Donau (Fichtelnaab, Tirschenreuther Waldnaab).

### Zuflüsse
Liste einer Auswahl von Zuflüssen, von der Quelle zur Mündung
- Krebsbach (rechts)
- Zinnbach (rechts)
- Hahnenbach (links)
- Alte Eger (rechts)
- Hirtenbach (links)
- Birkenbach (rechts)
- Birkenbächlein (rechts)
- Dieserbach (rechts)
- Höllbach (rechts)
- Lehstenbach (links)
- Krebsbach (links)
- Moosbach (links)
- Bibersbach (rechts)
- Hebanzer Bach (rechts)
- Weiherslohbach (rechts)
- Dangesbach (über den Mühlbach) (rechts)
- Steinselb (links)
- Selbbach (tschech.: Račí potok) (links)
- Lausenbach (links)
- Lohwiesengraben (links)
- Silberbach (links)
- Luterbächlein (links)
- Steinbach (rechts)
- Rödersbach (Grenzbach Bayern/Tschechien) (links)
- Großbach (tschech.: Libský potok) (links)
- Weißenbach (rechts)
- Röslau (tschech.: Reslava) (rechts)
- Buchbach (tschech.: Výhledský potok) (rechts)
- Schladabach (tschech.: Slatinný potok ) (links)
- Scheidebach/Soosbach (tschech.: Sázek) (links)
- Fleißenbach (tschech.: Plesná) (links)
- Wondreb (tschech.: Odrava) (rechts)
- Leibitschbach (tschech.: Libocký potok, Ostgrenze des historischen Egerlandes) (links)
- Zwota (tschech.: Svatava) (links)
- Rolava (deutsch: Rohlau) (links)
- Teplá (deutsch: Tepl) (rechts)
- Lomnice (deutsch Lomnitz) (rechts)
- Bystřice (deutsch: Wistritz) (links)
- Prunéřovský potok (deutsch: Brunnersdorfer Bach) (links)
- Liboc (deutsch: Aubach) (rechts)
- Hutná (deutsch: Saubach) (links)
- Blšanka (deutsch: Goldbach) (rechts)
- Chomutovka (deutsch: Assigbach) (links)
- Hrádecký potok (links)
- Rosovka (links)
- Hasina (rechts)
- Smolnický potok (rechts)

### Abfluss
- Überleitungssystem Podkrušnohorský přivaděč (links) bei Klášterec nad Ohří zur Bílina

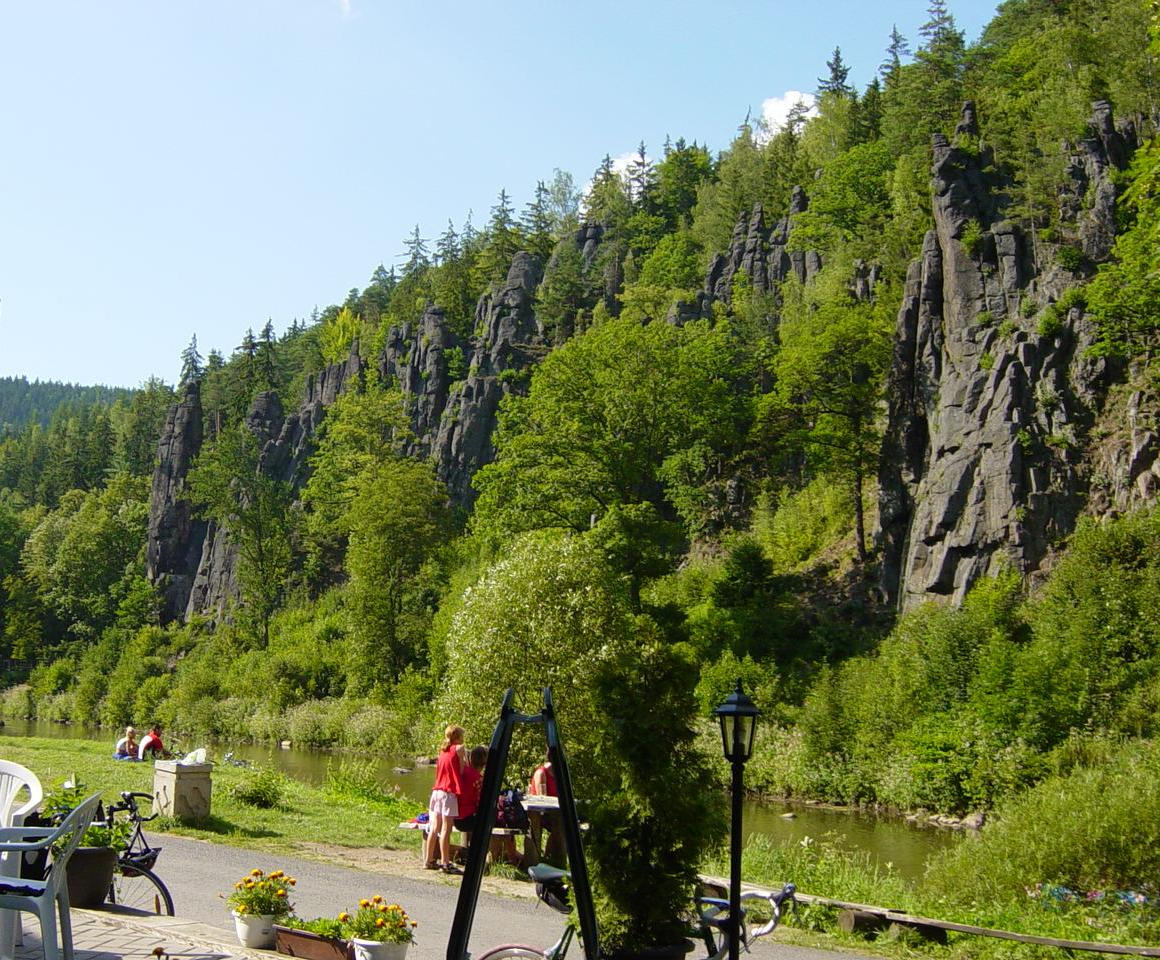
Hans-Heiling-Felsen zwischen Loket und Karlsbad
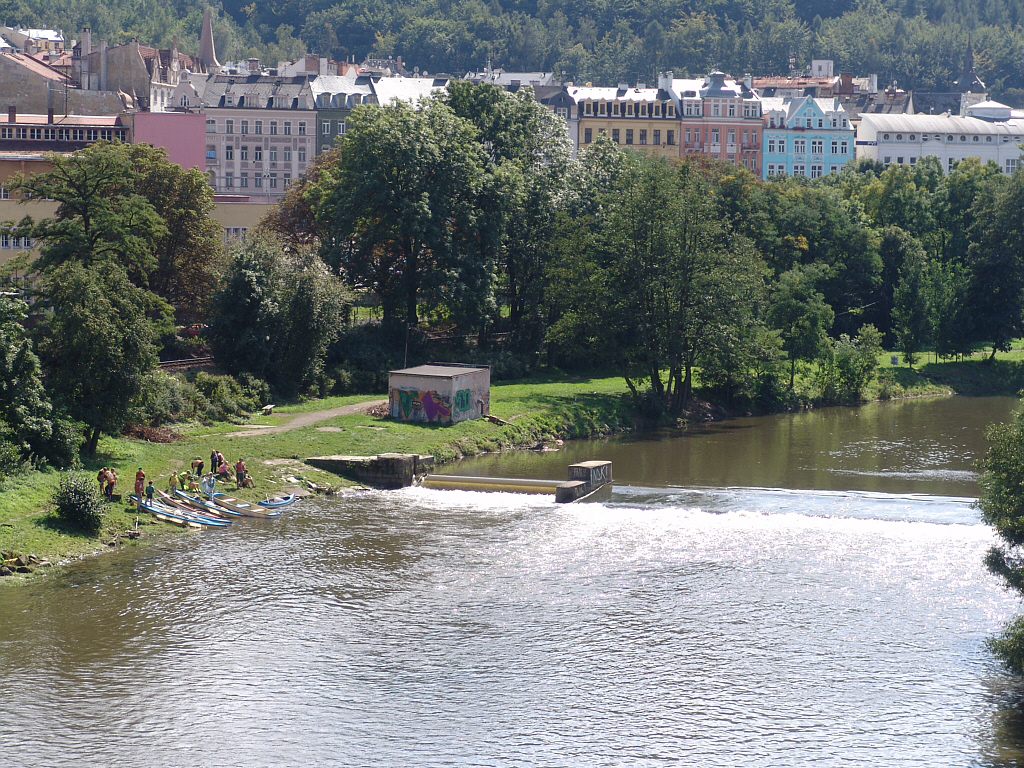
Die Eger in Karlsbad (Karlovy Vary)
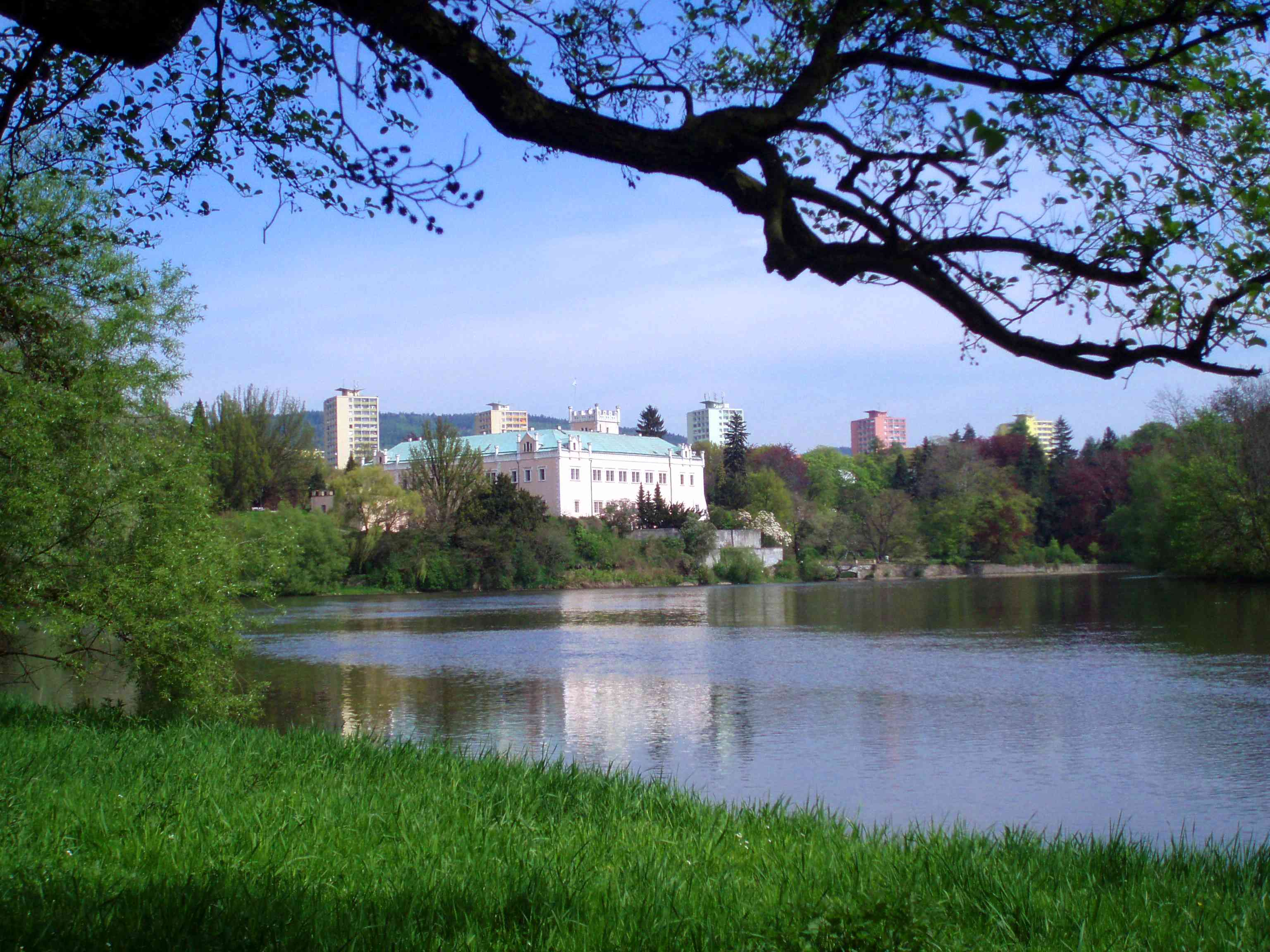
Schloss Klášterec nad Ohří (Klösterle an der Eger)
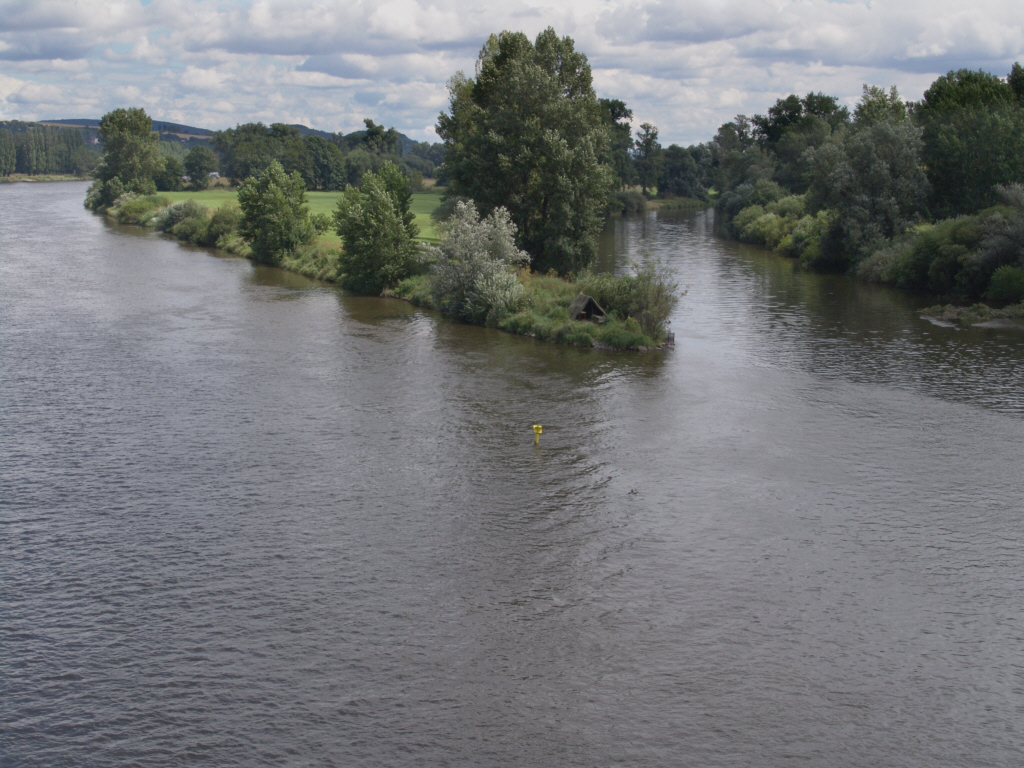
Mündung in die Elbe kurz hinter Terezín (Theresienstadt), gegenüber von Litoměřice (Leitmeritz)
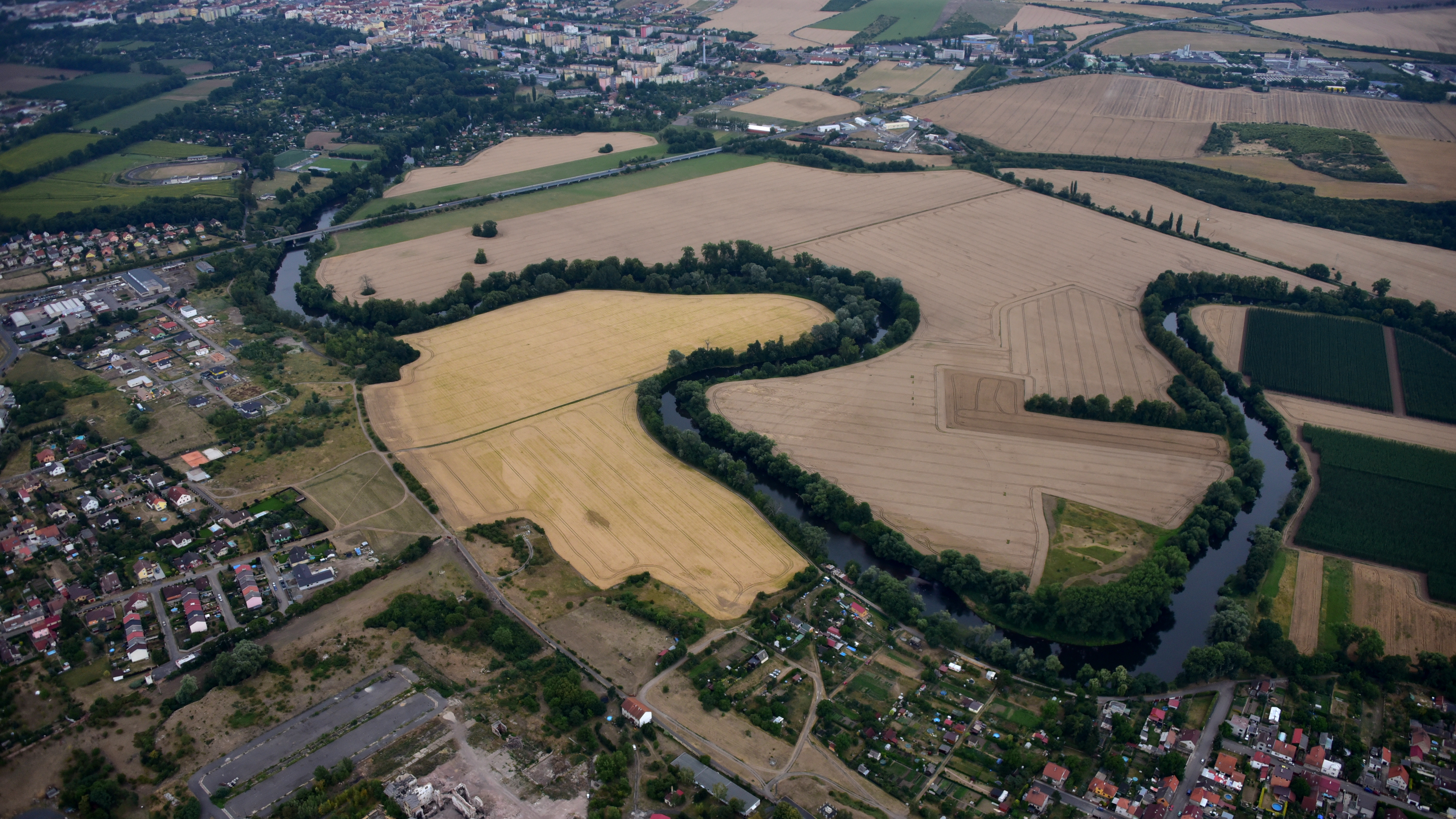
Eger bei Lenešice, Luftaufnahme (2018)
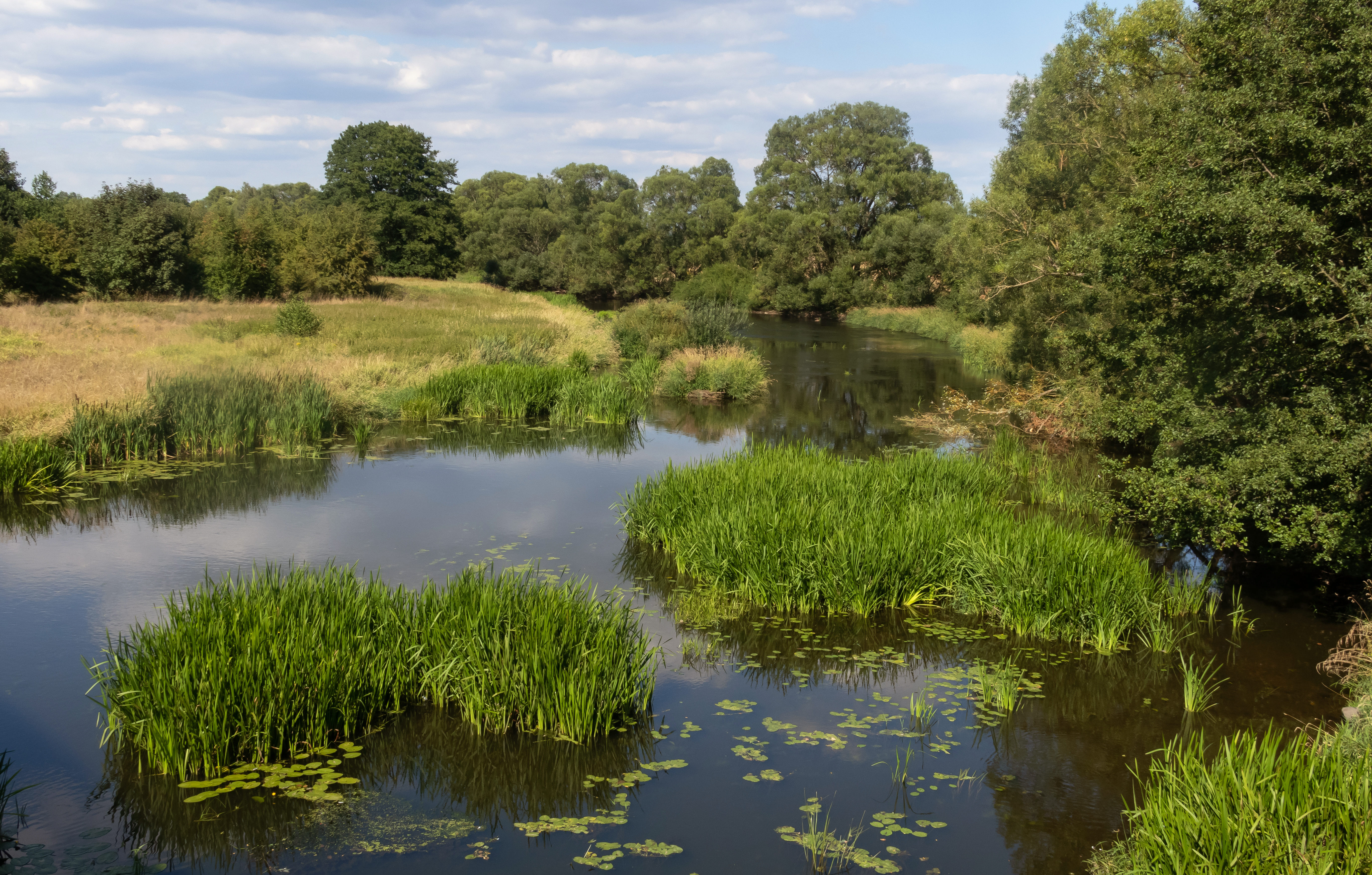
Eger bei Jindřichov